# Balthazar Napoleón IV de Borbón
Balthazar Napoleón IV de Borbón (Bhopal, India, 29 de julio de 1958) es un abogado indio y el actual jefe de la Casa de Borbón-Bhopal, una supuesta rama de la Casa de Borbón descendientes de Juan Felipe de Borbón, un noble francés exiliado hijo de Carlos III de Borbón, quien se estableció en la corte del emperador mogol Akbar en el siglo XVI. Como tal, Balthazar Napoleón IV es pretendiente legitimista al trono de Francia.
El príncipe Miguel de Grecia, quien en 2007 escribió su novela El rajá Borbón, afirma que es plausible que la dinastía Borbón se estableciese en la India y que Juan Felipe fuese hijo ilegítimo de Carlos III de Borbón. En la novela presenta dos posibilidades, una de ellas que Carlos lograse huir del Saqueo de Roma y se casase con una princesa mogola llamada Alïque, y que esta fuese la madre de Juan Felipe. El príncipe también consideró a Balthazar Napoleón como el pretendiente principal del trono francés.

## Biografía
Balthazar Napoleón IV nació el 29 de julio de 1958 en la ciudad de Bhopal, India, donde las últimas generaciones de la familia han residido y trabajado en la corte real del extinto estado principesco de Bhopal. Se convirtió en jefe de la familia Borbón-Bhopal tras la muerte de su padre, Salvador III de Borbón-Bhopal, en 1978. Actualmente es abogado y agricultor a medio tiempo. 
Su propósito es preservar la contribución política, cultural y religiosa de los Borbones de la India en el subcontinente y evitar que esto mismo quede relegado en los libros de historia. La Casa de Borbón-Bhopal ha estado también involucrada en labores de caridad en su comunidad. En 2012, crearon la Bourbon-Bhopal Welfare Society, especialmente para proveer servicios en el área de la salud para mujeres y niños.
Desde el 1 de mayo de 2013, Baltasar Napoleón ostenta el Gran Maestrazgo de la Orden de Shergar y de la Orden de la Princesa Isabella, ambas órdenes dinásticas ligadas a la jefatura de la casa y a la Fundación Bourbon-Bhopal, otorgadas a caballeros y damas, respectivamente, por la prestación de méritos distinguidos en los campos de la beneficencia, artes, ciencias, deportes y negocios. Son miembros distinguidos de dichas órdenes distintas personas, entre las que se encuentran el Dalai Lama, Desmond Tutu, Manal al-Sharif y Aung San Suu Kyi.
El 22 de mayo de 2013, el embajador francés en India visitó Bhopal y conoció a Balthazar Napoleón, declarando que "era extraordinario tener a un Borbón aquí".

## Matrimonio y descendencia
Contrajo matrimonio con Elisha Pacheco, quien se dedica a la docencia en la Escuela Secundaria Borbón de Bhopal. El matrimonio tiene tres hijos:
- Federico de Borbón-Bhopal (18 de septiembre de 1985), duque de Shergar.
- Micaela de Borbón-Bhopal (1988)
- Adrián de Borbón-Bhopal (27 de junio de 1992), duque de Rehti.